# Klukowa Huta
Klukowa Huta (kaszub. Klëkòwô Hëta) – wieś w Polsce, położona w województwie pomorskim, w powiecie kartuskim, w gminie Stężyca.
Miejscowość leży na Pojezierzu Kaszubskim, na obrzeżach Kaszubskiego Parku Krajobrazowego, przy skrzyżowaniu drogi wojewódzkiej nr 214 z drogą nr 228. Wieś jest siedzibą sołectwa Klukowa Huta. 
Klukowa Huta 31 grudnia 2014 r. miała 1006 stałych mieszkańców, z których 945 osób mieszkało w głównej części miejscowości.
We wsi znajduje się współczesny kościół parafialny z 1984 roku.
W latach 1975–1998 miejscowość administracyjnie należała do województwa gdańskiego.
| SIMC    | Nazwa     | Rodzaj    |
| ------- | --------- | --------- |
| 0173812 | Danachowo | część wsi |

## Z kart historii
Od lutego 1920 roku na mocy ratyfikacji Traktatu Wersalskiego wieś znalazła się w granicach Polski (powiat kartuski). Do 1918 roku obowiązującą nazwą niemieckiej administracji dla Klukowej Huty było Klukowahutta. Podczas okupacji niemieckiej nazwa Klukowahutta została przez nazistowskich propagandystów niemieckich (w ramach szerokiej akcji odkaszubiania i  odpolszczania nazw niemieckiego lebensraumu) w 1942 r zweryfikowana jako zbyt kaszubska i przemianowana na bardziej niemiecką – Kluckenhütte.